# Redeemer of Souls
A Redeemer of Souls a Judas Priest tizenhetedik stúdióalbuma, mely 2014-ben jelent meg. Ez a zenekar első albuma Richie Faulknerrel.

## Számlista
A dalokat Rob Halford, Glenn Tipton és Richie Faulkner írta.
1. "Dragonaut" – 4:26
2. "Redeemer Of Souls" – 3:58
3. "Halls Of Valhalla" – 6:04
4. "Sword Of Damocles" – 4:54
5. "March Of The Damned" – 3:55
6. "Down In Flames" – 3:54
7. "Hell & Back" – 4:45
8. "Cold Blooded" – 5:25
9. "Metalizer" – 4:37
10. "Crossfire" – 3:50
11. "Secrets Of The Dead" – 5:39
12. "Battle Cry" – 5:17
13. "Beginning Of The End" – 5:05

## Közreműködők
Együttes
- Rob Halford – ének
- Glenn Tipton – gitár , billentyűs hangszerek
- Richie Faulkner – gitár
- Ian Hill – basszusgitár
- Scott Travis – dob

Produkció
- Roy Z & Judas Priest – Producer
- Joe Barresi – hangmérnök
- Roy Z – hangmérnök
- Roy Z & Stan Katayama – keverés
- Tom Baker from (Precision Mastering) – maszter